# Waso
Waso van Luik, ook wel Wazon of Azo (circa 980 - circa 1048), was een vooraanstaand geestelijke in het prinsbisdom Luik. Hij was leraar, theoloog en werd op vrij late leeftijd de 24e bisschop van Luik.
Rond het jaar 1000 ontwikkelde Luik zich tot een educatief centrum. Waso, zelf een student van Heriger van Lobbes, diende onder bisschop Notger en diens opvolgers als scholaster van de kathedraalschool van Luik en als proost van het Sint-Lambertuskapittel. Behalve leraar was hij ook theoloog. Zijn leven wordt beschreven door Anselmus van Luik.
In 1042 werd hij de opvolger van Nithardus als bisschop van Luik, wat hij tot zijn dood omstreeks 1048 zou blijven.

## Voetnoten
1. ↑   C. Stephen Jaeger (1994), The Envy of Angels: Cathedral Schools and Social Ideas in Medieval Europe, 950-1200, blz. 55.

- Gemeinsame Normdatei: 11588713X
- International Standard Name Identifier: 0000 0003 9227 8546
- Nederlandse Thesaurus van Auteursnamen: 115541446
- Virtual International Authority File: 286320457
- WorldCat: E39PBJmdt9YmpHTm6j7r9WJCcP